# Cidade Center Norte
A Cidade Center Norte é um complexo comercial e turístico pertencente ao Grupo Baumgart, dono da Vedacit, que possui aproximadamente 600.000 m² de área e inclui os shoppings Center Norte e Lar Center, o centro de convenções Expo Center Norte, o hotel Novotel Center Norte, além de diversos comércios espalhados nos terrenos do complexo. Fica localizado na Vila Guilherme, zona norte de São Paulo, às margens a Marginal Tietê, ao lado do Terminal Rodoviário do Tietê, próximo as estações de metrô Portuguesa-Tietê e Carandiru.

## História
Na década de 60, Curt Walter Otto Baumgart, filho do empresário Otto Baumgart, comprou o terreno de 150.000 m² onde atualmente fica o Shopping Center Norte. Naquela época, a região era ocupada por um lixão e várias lagoas formando uma área de brejo. Em 1964, com a compra de outros terrenos nos arredores, iniciaram-se as obras de aterramento e terraplanagem de toda a região.
Em 1984, foi inaugurado o Shopping Center Norte, na Travessa Casalbuono, seguido pelo Shopping Lar Center que foi inaugurado em 1987 do lado oposto da via. Os dois shoppings são conectados por uma passarela.
Em 1993, foi inaugurado o Expo Center Norte, passando por diversas expansões ao longo dos anos seguintes. Em 2000, foi inaugurado o Novotel Center Norte para complementar o centro de convenções.
Atualmente, o complexo possui cerca de 600.000 m² e tem um fluxo diário de cerca de 130 mil pessoas.

## Empreendimentos

### Shopping Center Norte
Inaugurado em abril de 1984, foi o primeiro shopping da zona norte de São Paulo. Possui mais de 300 lojas e estacionamento com 7 mil vagas, além de lojas âncora como McDonald's, C&A, Riachuelo, Renner, le biscuit, Bmart, um hipermercado Carrefour e cinco salas de cinema da rede Cinemark. Recebe cerca de 80 mil pessoas por dia.

### Shopping Lar Center
Inaugurado em junho de 1987, foi o primeiro shopping especializado em casa e decoração de São Paulo. Possui três andares, mais de 100 lojas além de duas salas de cinema da rede Cinemark, uma Leroy Merlin e uma Decathlon localizadas em seu estacionamento.

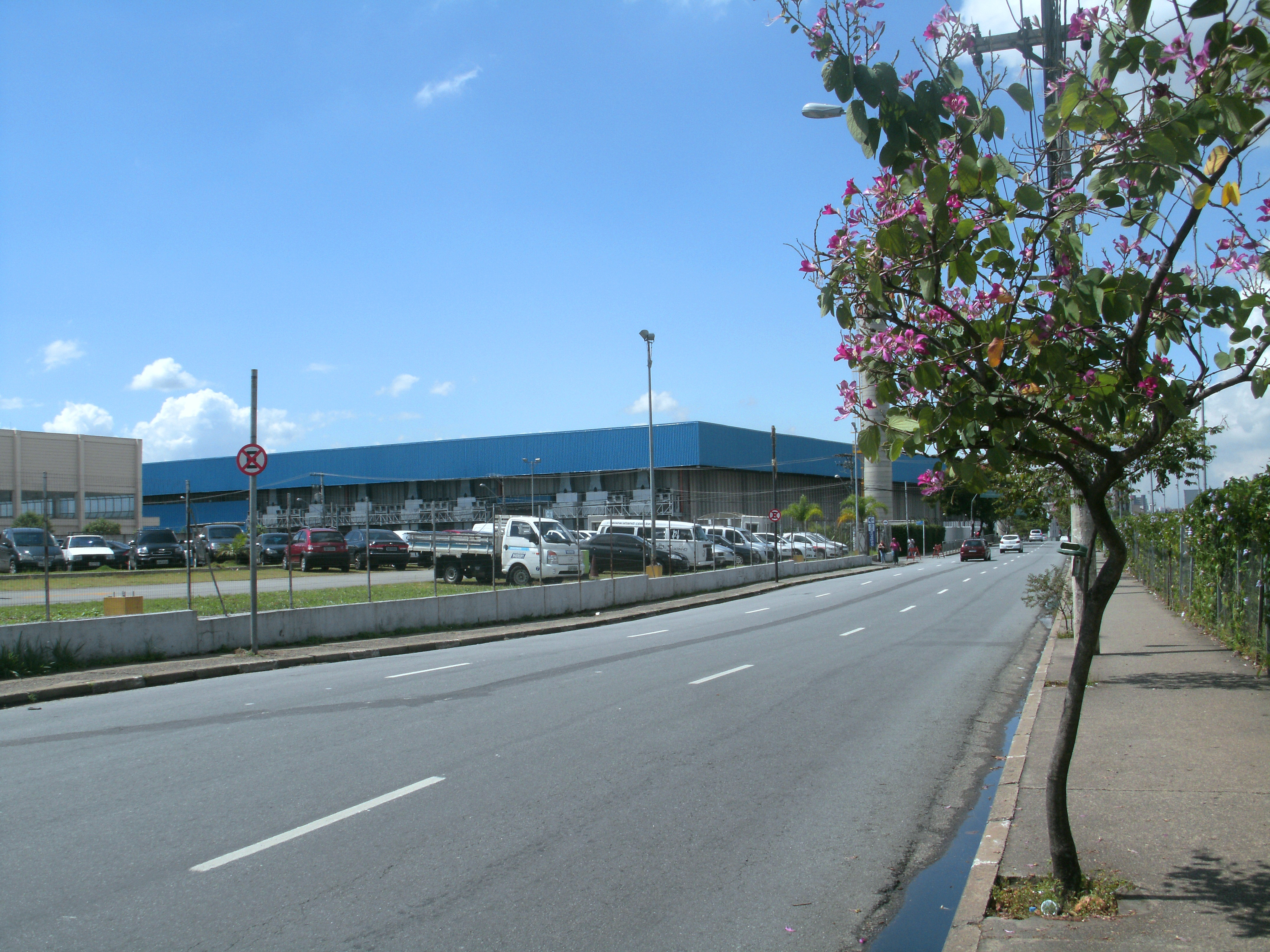
Pavilhão azul do Expo Center Norte antes da reforma.

### Expo Center Norte
Inaugurado em novembro de 1993, é um dos principais centros de convenções e eventos da cidade de São Paulo. Possui cinco pavilhões (azul, branco, verde, amarelo e vermelho), 21 auditórios, 11.600 m² de área total e serviço de traslado para os demais empreendimentos no complexo. Recebe anualmente centenas de eventos importantes para o país como: Brasil Game Show, FRANCAL, Expo Festas e Parques, ABF Franchising Expo, Beauty Fair, SET Expo e a Expo Music.

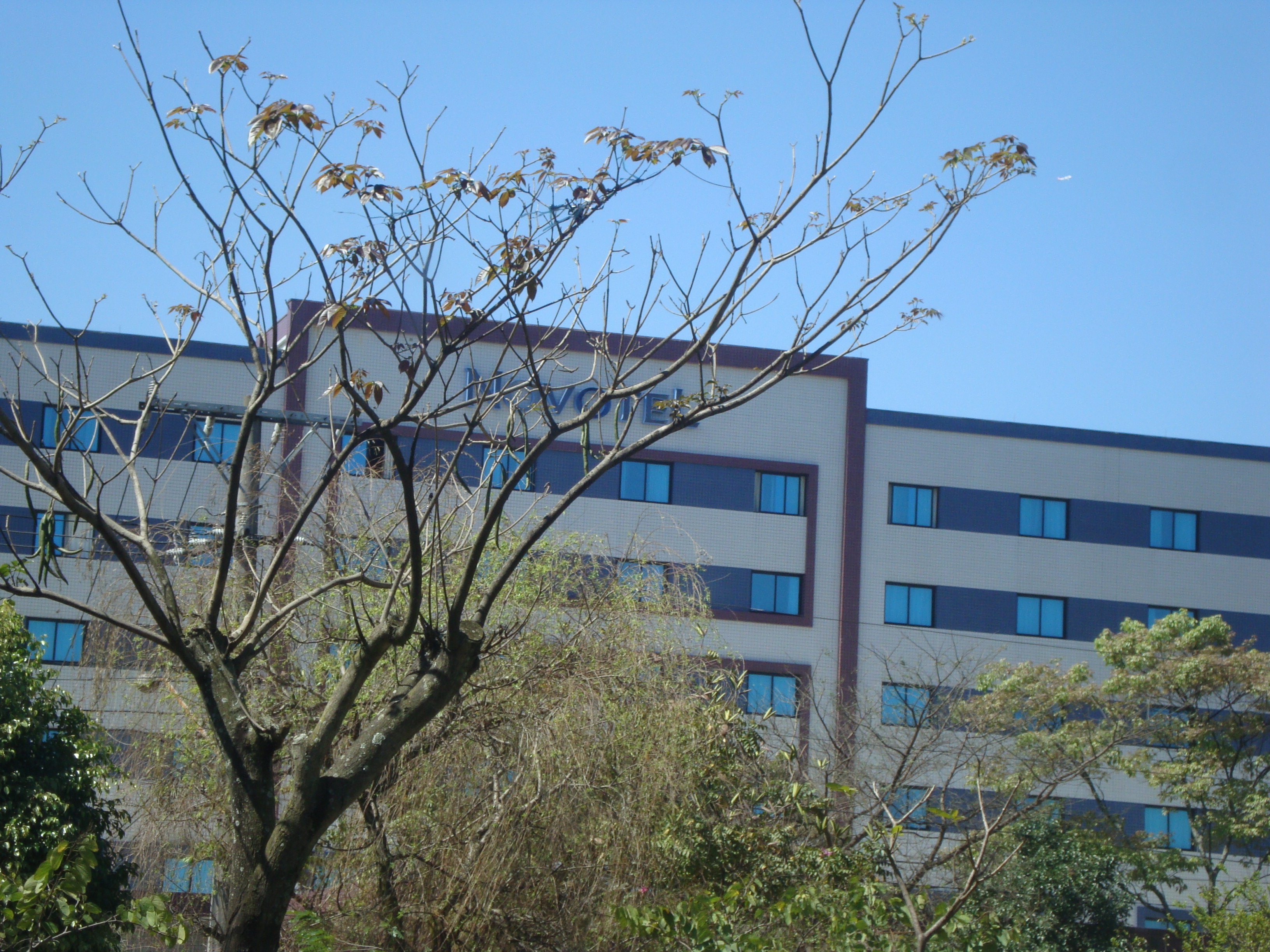
Novotel Center Norte

### Novotel Center Norte
Inaugurado em 2000, pertence ao Grupo Baumgart e é administrado pela AccorHotels, sob a bandeira Novotel. Possui cinco andares, 335 apartamentos, dois restaurantes, 13 salas de eventos e estrutura pet friendly. Foi um dos hoteis a hospedar a imprensa na Copa das Confederações da FIFA de 2013 e no Copa do Mundo FIFA de 2014.

## Responsabilidade social
A Cidade Center Norte mantém o Instituto Center Norte, uma instituição sem fins lucrativos que em conjunto com o Grupo Baumgart (seu proprietário), realizam ações de caridade, empreendedorismo, estímulo e suporte a população e ao comércio da zona norte de São Paulo, principalmente nas regiões da Vila Guilherme, Tucuruvi e Jacanã.
Recentemente em 2020, realizou ações de apoio para amenizar os efeitos da pandemia de COVID-19 na região.

## Controvérsias
O complexo foi construído em cima de uma antiga área de brejo que era utilizada como lixão pelos moradores da Vila Guilherme, por este motivo, seu solo é contaminado e gera gases que oferecem risco de explosão. No seu primeiro ano de operação, o Shopping Center Norte chegou a ser fechado pela CETESB devido a este risco.
Em 2011, a CETESB e a Prefeitura de São Paulo fecharam os shoppings Center Norte e Lar Center, além das lojas localizadas dentro dos terrenos dos mesmos como o Carrefour, Leroy Merlin e Decathlon. Segundo laudo da CETESB, seria necessário a instalação de drenos para retirar o gás que viria do subsolo e garantir a segurança do local.